# Kärlek är för dom
Kärlek är för dom är Thåströms sjätte soloalbum. Albumet släpptes den 13 mars 2009, och toppade den svenska albumlistan den 20 mars 2009 (vilket också var Thåströms 52-årsdag). 
För albumet fick han även en Grammis i kategorin "Årets album". 
Albumet är producerat av Ulf Ivarsson och Thåström. Musiker som medverkar på plattan är bland annat Pelle Ossler, Conny Nimmersjö, Christian Gabel, Anders Hernestam och Hell. 
På första singeln, som även den heter "Kärlek är för dom", medverkar Anna Ternheim som gästvokalist. Singeln släpptes digitalt den 13 februari och gick då in på åttonde plats på svenska singellistan, och 28 februari gick den in som nykomling på åttonde plats på Trackslistan. Den fysiska singeln släpptes 4 mars som CD och 13 mars på vinyl. Baksidan är en remix, gjord av Hell, som heter "Malmö-Sthlm mix".
Några av de tidiga recensionerna var Norrländska Socialdemokraten som gav albumet betyg 5 av 5 möjliga, medan GP och Stockholm City gav den vardera betyg 4 av 5.
Även spåret "Långtbort"  släpptes som singel.
I SVT-programmet Skavlan 27 november 2009 sjöng Thåström "Kort biografi med litet testamente".
Den sista låten på albumet, "Men bara om min älskade väntar", är en cover på Bob Dylans "Tomorrow is a long time" och som översattes av Nationalteatern.

## Låtlista
Text: Joakim Thåström, förutom spår 5 av Dan Andersson och 10 av Bob Dylan & Ulf Dageby (sv. översättning).
Musik: spår 1, 4 och 5 Joakim Thåström; spår 2 Thåström och Niklas Hellberg; spår 3, 6, 8 och 9 Thåström och Per Hägglund; spår 7 Thåström och Ulf Ivarsson; spår 10 Bob Dylan.
1. "Kort biografi med litet testamente" - 5:07
2. "Långtbort" - 4:34
3. "Tillbaks till Trehörnsgatan" - 2:53
4. "Som tåg av längtan" - 3:29
5. "Den druckne matrosens sång" - 4:14
6. "Axel Landquist Park" - 4:37
7. "Kärlek är för dom" - 3:23
8. "Över sundet" - 4:44
9. "Linnéa" - 5:34
10. "Men bara om min älskade väntar" - 4:13

## Medverkande musiker
- Niklas Hellberg
- Anders Hernestam
- Christian Gabel
- Conny Nimmersjö
- Pelle Ossler
- Anna Ternheim
- Mikael Nilzén
- Ulf Ivarsson
- Per Hägglund

### Fotnoter
1. ↑  ”Grammis”. Arkiverad från originalet den 17 mars 2012. https://web.archive.org/web/20120317055524/http://www.ifpi.se/wp/wp-content/uploads/100428-lc-vinnare-genom-%C3%A5ren.pdf. Läst 1 maj 2011.
2. ↑  Singellistan vecka 8 2009 Läst 2009-03-13
3. ↑  Trackslistan 28 februari 2009 Arkiverad 16 mars 2009 hämtat från the Wayback Machine. Läst 13 september 2009
4. ↑  Norrländska Socialdemokraten 6 mars 2009 Läst 2009-03-13
5. ↑  GP 13 februari 2009 Arkiverad 21 juni 2006 hämtat från the Wayback Machine. Läst 2009-03-13
6. ↑  Stockholm City 11 mars 2009 Arkiverad 13 mars 2009 hämtat från the Wayback Machine. Läst 13 september 2009